# 2 Pułk Pancerny (PSZ)
2 pułk pancerny (2 ppanc) – oddział broni pancernej Polskich Sił Zbrojnych.

## Sformowanie i zmiany organizacyjne
Pułk powstał 13 sierpnia 1942 roku w wyniku przeformowania 66 batalionu czołgów z 16 Brygady Czołgów. Nawiązywał do 2 batalionu czołgów powstałego w Coetquidan we Francji 29 stycznia 1940. Tradycją wiązał się z 2 batalionem pancernym stacjonującym w 1939 w Żurawicy.
Początkowo wchodził w skład 16 Brygady Pancernej.
W czasie walk na froncie zachodnim wchodził w skład 10 Brygady Kawalerii Pancernej z 1 Dywizji Pancernej gen. Maczka.
Swoje święto obchodził 8 sierpnia, w rocznicę wejścia do działań na kontynencie. Był to jednocześnie najkrwawszy dzień walki.

## Działania bojowe pułku

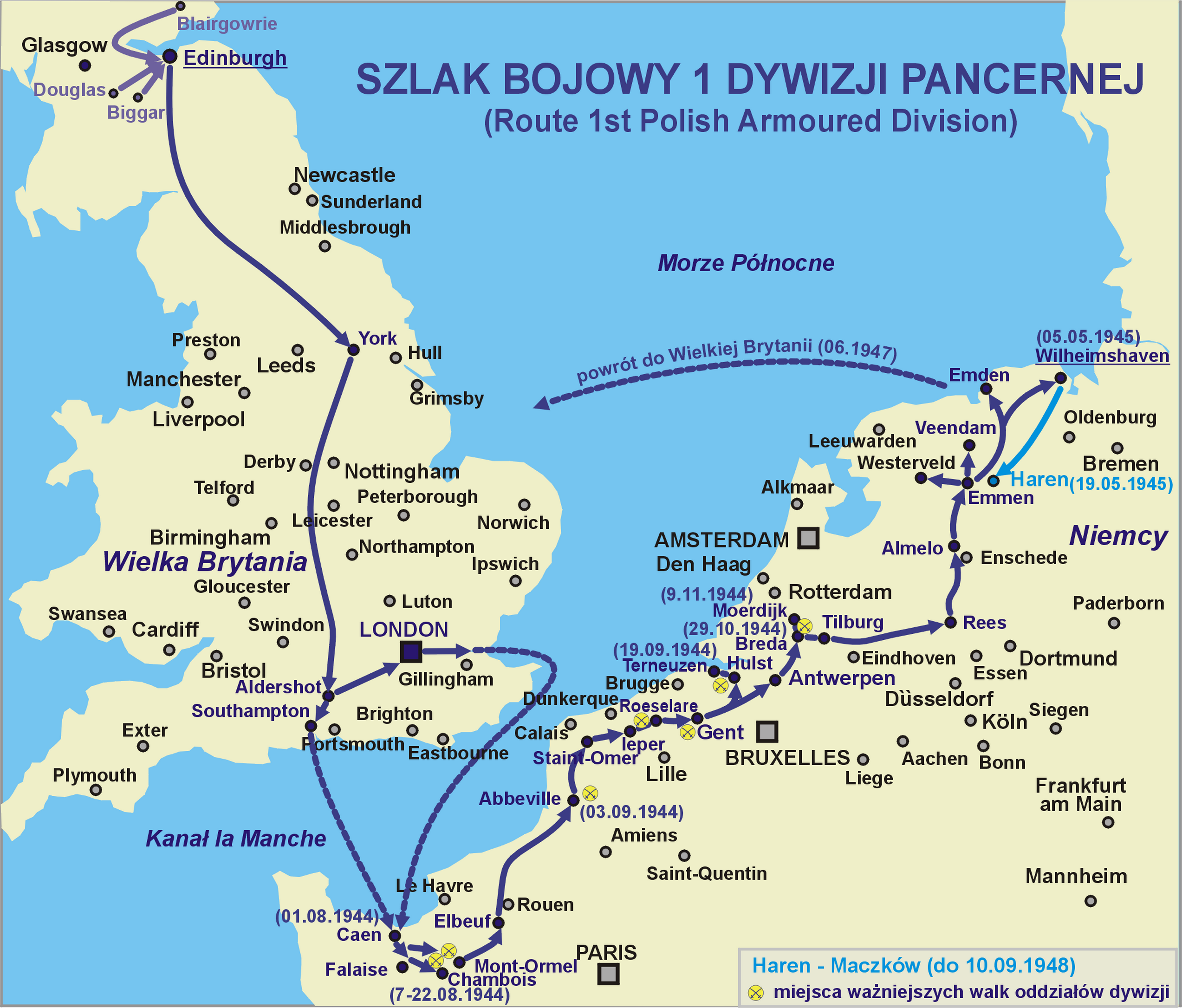
Szlak bojowy pułku

2 pułk pancerny przerzucony został z Wielkiej Brytanii do Francji w ostatnich dniach lipca 1944 roku. 1 sierpnia o 24:00 dowódca pułku ppłk dypl. Stanisław Koszutski złożył meldunek do sztabu 10 Brygady Kawalerii Pancernej, że wyznaczony rejon koncentracji osiągnęło 20 oficerów i 302 szeregowych. W tym czasie w rejonie było 8 czołgów Sherman i 91 innych pojazdów kołowych. 2 sierpnia o 11:45 dowódca wysłał meldunek uzupełniający i informował w nim, że całość pułku znajdowała się w wyznaczonym rejonie koncentracji, a jego stan wynosił 39 oficerów i 544 żołnierzy.

### Bitwa o Normandię
7 sierpnia wieczorem 2 pułk pancerny wykonał marsz poprzez Cean w rejon ześrodkowania dywizji na bezpośrednim zapleczu frontu, który osiągnął w godzinach porannych następnego dnia. 8 sierpnia 1944 roku zostało przeprowadzone bombardowanie lotnicze przez lotnictwo amerykańskie, niestety częściowo zbombardowano stanowiska własnej artylerii. Z tego powodu przy zbyt słabym ostrzale artylerii na niezniszczone stanowiska wroga, pułk rozwinął się dwoma szwadronami pancernymi w przód, przeszedł czołowe stanowiska szkockiej 51 DP, w walce z piechotą osiągnął stanowiska wyjściowe w rejonie Saint-Aignan de Cramensnil. 2 pułk pancerny, 1 i 2 szwadronami jako czołowe, z 2 szwadronem dragonów 10 pułku i 3 szwadronem pancernym w II linii od godz. 13:40 rozpoczął natarcie w kierunku Saint Sylvain i Renémesnil. Atakujący pułk natknął się na silny ogień armat przeciwpancernych i przeciwlotniczych 8,8 cm oraz czołgów wroga, zniszczył kilka stanowisk artylerii, lecz z uwagi na starty w czołgach i załogach wycofał się na stanowiska wyjściowe. Poniesione straty to 10 poległych, 31 rannych i 11 zaginionych (w większości spalonych) oraz zniszczone 20 czołgów Sherman i 2 Stuart. 9 sierpnia pułk pozostał w II rzucie natarcia 10 Brygady Kawalerii Pancernej. Od 10 sierpnia został podporządkowany 3 Brygadzie Strzelców. 11 sierpnia szwadrony pułku pełniły dyżury ogniowe dozorując wzg. 140 niszcząc 1 czołg „Panther” i działo 8,8 cm. Przez następne dni pozostawał w odwodzie dywizji uzupełniając poniesione straty i wypoczywając.

### Bitwa o Falaise

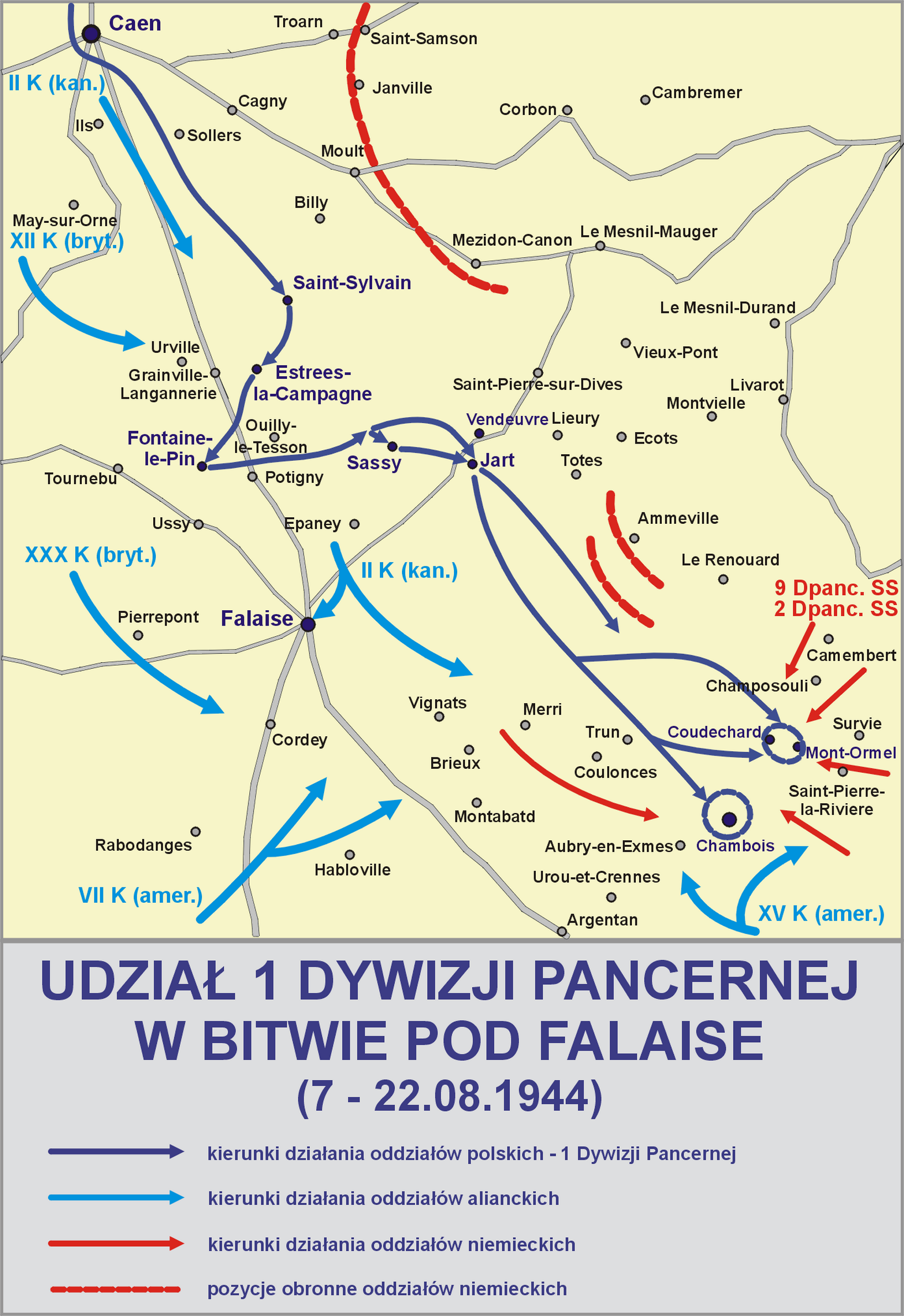
Bitwa pod Falaise 1944

15 sierpnia podjął marsz w ślad za 1 pułkiem pancernym w kolumnie 10 BKPanc., osiągając rzekę Dives w dniu 15 sierpnia wieczorem. W godzinach nocnych 15/16 sierpnia 1 szwadron pancerniaków współdziałał z 3 szwadronem 10 Pułku Dragonów oraz szwadronami strzelców konnych w walkach o opanowanie miejscowości Jort. Wspólnie z 8 batalionem strzelców i IV dywizjonem armat ciągnionych, 1 pułku artylerii przeciwpancernej utworzył taktyczną grupę bojową „Koszutski”. 16 sierpnia grupa bojowa prowadziła natarcie w kierunku Louvigny, Barou-en-Auge. W trakcie walk pułk zniszczył 2 czołgi Pz Kpfw V Panther i 1 Pz Kpfw IV oraz armatę 8,8 cm. 17 sierpnia grupa taktyczna ppłk. dypl. Koszutskiego opanowała wzg. 96 następnie wzg. 159, skąd prowadziła ostrzał kolumn nieprzyjaciela, następnie zajęła wzg. 259, opanowane wcześniej przez 10 psk. W nocy zgrupowanie otrzymało rozkaz zdobycia miasta Chambois, lecz w godzinach nocnych myląc drogi 18 sierpnia rano grupa „Koszutski” dotarła do Les Champeaux. Oprócz walk z pododdziałami 2 DPanc. SS „DR” i 9 DPanc. SS „H” zgrupowanie zostało zaatakowane przez amerykańskie samoloty P-47. Po szeregu walk i po poniesionych stratach zgrupowanie wieczorem 19 sierpnia osiągnęło wzg. 240, a 20 sierpnia rano przebiło się na wzg. 262 (Maczuga). Pułk trwał w obronie pomimo okresowego braku amunicji, żywności i innego zaopatrzenia do 23 sierpnia. Następnie przeszedł na odpoczynek i uzupełnienie stanów osobowych i sprzętu. W wyniku walk w okresie od 8 do 26 sierpnia poległo 20 pancerniaków, rannych zostało 92, zaginęło 12.

### Pościg, walki w Belgii
2 pułk pancerny maszerował i prowadził pościg w siłach głównych dywizji, od 31 sierpnia 1944 roku nie był angażowany w poważniejsze walki, aż do osiągnięcia granicy francusko-belgijskiej. Po jej przekroczeniu pułk 6 września stoczył walkę o opanowanie Poperinge, a następnie wiązał walką i ostrzeliwał nieprzyjaciela w Ypres. Następnie obszedł miasto od północnego wschodu zajmując wsie St. Jean i Wieltje. Ostatecznie miasto zdobyła 3 BS. Podczas walk w pościgu pułk stracił 6 poległych i 30 rannych. 8 września pułk prowadził pościg wsparty 1 szwadronem dragonów, doszedł do silnie bronionego Ruiselde, omijając je prowadził dalsze natarcie zdobywając Aaltre oraz osiągnął silnie broniony kanał Gent-Oostende. Okres pościgu pułk zakończył opanowaniem miejscowości Beveren. Następnie w zdobytej miejscowości pancerniacy pozostali na odpoczynku i reorganizacji, z uwagi na braki kadrowe rozformowano plutony przeciwlotnicze oraz po jednym plutonie czołgów w każdym szwadronie.

### Walki na pograniczu Belgii i w Holandii
Od 30 września 2 pułk wspierał poszczególnymi szwadronami 10 pułk dragonów, który jako straż przednia 10 BKPanc. prowadził natarcie w ciężkim terenie bagiennym, zalewowym i lesistym w kierunku Baarle Nassau. W okresie walk w tym rejonie prowadzono próby obejścia miejscowości przez szwadron pancerny w składzie Oddziału Wydzielonego mjr. J.K. Zbroskiego, ale bez powodzenia. Kilkakrotnie podejmowane czołowe natarcia taktycznej grupy bojowej mjr. B. Mincera przy wsparciu lotnictwa taktycznego i ostrzału artylerii dywizyjnej w nocy z 3/4 października pozwoliły opanować przedmiot natarcia – miasto Baarle-Nassau. W trakcie walk poległ dowódca 3 szwadronu pancernego kpt. W. Kownas (wcześniej p.o. dowódcy 10 p drag.). Od 5 października 2 pułk pancerny z 1 szwadronem dragonów trzykrotnie przełamał pozycje obronne wroga na podejściach do miejscowości i otaczających lasach, prowadząc natarcie w kierunku Alphen. Natarcie grupy bojowej ppłk. Koszutskiego pozwoliło na zdobycie silnie bronionej wsi De Ross, a pod koniec dnia Alphen. 6 października pancerniacy 2 pułku wspierali dragonów w obronie. W okresie 7–26 października pułk rotacyjnie prowadził działania obronne pododdziałami oraz remontował i naprawiał sprzęt, ponadto odpoczywał. Od 27 października 1944 r. pułk został przydzielony do 3 BS i po zdobyciu Bredy wspierał 8 batalion strzelców w ramach taktycznej grupy bojowej ppłk. Nowaczyńskiego w walkach o opanowanie przyczółka na rzece Mark. W związku ze zdobyciem przyczółka w nocy z 31 października na 1 listopada zdecydowano się wzmocnić obronę 8 batalionu strzelców 1 szwadronem pancernym. Jednak z uwagi na warunki taktyczne, tj. porzucenie przyczółka przez 104 DP USA zlikwidowano przyczółek, czołgi 1 szwadronu i działa samobieżne 1 pappanc. nie zniszczone w trakcie walk rozstrzelano z drugiego brzegu tracąc 10 Shermanów i 4 przeciwpancerne działa samobieżne. W następnych dniach w ramach walki o Moerdijk z rozwiązanej grupy bojowej, dowódca 3 BS utworzył trzy OW (Oddziały Wydzielone), w tym OW nr 2 p.o. dowódcy 2 ppanc. kpt. E Uścińskiego w składzie 2 pułku pancernego (bez dwóch szwadronów) i kompanii 8 batalionu strzelców oraz samobieżnej baterii artylerii przeciwpancernej. Zadaniem oddziałów było wywalczenie drogi do przeprawy do Hollandsch Diep. Od 5 listopada 1944 r. pancerniacy wraz z innymi jednostkami dywizji dozorowali front na rzece Moza. Rotacyjnie pełniona służba patrolowa i dozorowa w obronie pod ogniem artylerii wroga, doprowadziła do odparcia wypadów zza rzeki. Ponadto zmienianym pododdziałom pułku pozwoliła na wymianę czołgów na nowe, uzupełnienie stanów osobowych i szkolenie.

### Walki we wschodniej Holandii i w Niemczech
7 kwietnia 1945 roku 2 pułk pancerny podjął marsz w ugrupowaniu dywizji w kierunku linii frontu. Od 11 kwietnia pancerniacy 2 pułku zostali przydzieleni jako wsparcie do 3 Brygady Strzelców i wspólnie z 8 batalionem strzelców „Krwawych koszul” utworzył taktyczną grupę bojową ppłk. Koszutskiego z zadaniem oczyszczenia obszaru od rzeki Ems do kanału Vertenigd. 12 kwietnia dowództwo 2 pułku pancernego wyzwoliło jeniecki obóz kobiecy Stalag VI C w Oberlangen z 1721 kobietami żołnierzami AK uczestniczkami Powstania Warszawskiego. 14 kwietnia grupa taktyczna „Koszutski” opanowała rejon Bourtange i podejścia do Neue Rhede, rozbijając 366. marynarski batalion forteczny. Od 17 kwietnia wycofany z rejonu walki 2 pułk utworzył wraz 10 pułkiem dragonów (każdy bez szwadronu) nową taktyczną grupę bojową ppłk. Koszutskiego. Oddział ten zdobył wieś Rhede, wzięto wraz z dragonami 236 jeńców. Nazajutrz na bazie TGB Koszutski, utworzono TGB Szydłowski dołączając część 8 bs i wspólnymi siłami zdobyto następną silnie bronioną wieś Borsum. 19 i 20 kwietnia pancerniacy wraz z dragonami bronili opanowanego terenu przed kontratakami wroga w rejonie wsi Brual i Winschoten oraz prowadzili rozpoznanie. 22 kwietnia 1945 r. dowództwo pułku objął mjr M. Gutowski. 29 kwietnia na mocy otrzymanych rozkazów utworzono taktyczną grupę bojową mjr. Gutowskiego w składzie podległego pułku wzmocnionego szwadronem dragonów połową 9 batalionu strzelców i IV/1 pappanc. Po przegrupowaniu zgrupowanie „Gutowski” zdobyło 1 maja miejscowość Hesel, a następnie 2 maja 3 szwadron z kompanią 9 bs opanował most na Nord Georgsfehner Kanal. 3 maja 1 szwadron poruszając się w błotnistym terenie opanował wieś Neufirrel, 3 szwadron opanował las na północ od wspomnianej wsi. Natarcie ugrzęzło w niedostępnym bagiennym terenie. Przerzucono 2 pułk na nowy kierunek 4 maja 1945 roku i zajął miejscowości Hollwege i Westerstede. Po czym 3 szwadronem prowadził rozpoznanie na kierunku Westerloy. Podjęte dalsze natarcie 2 pułku pancernego z uwagi na zniszczenia i niedostępny teren zatrzymało się na rubieży w rejonie Eggeloge, Linswege. Od godziny 8:00 5 maja 1945 roku zaprzestano działań bojowych z uwagi na rozejm i kapitulację wojsk niemieckich.

## Pancerniacy po wojnie

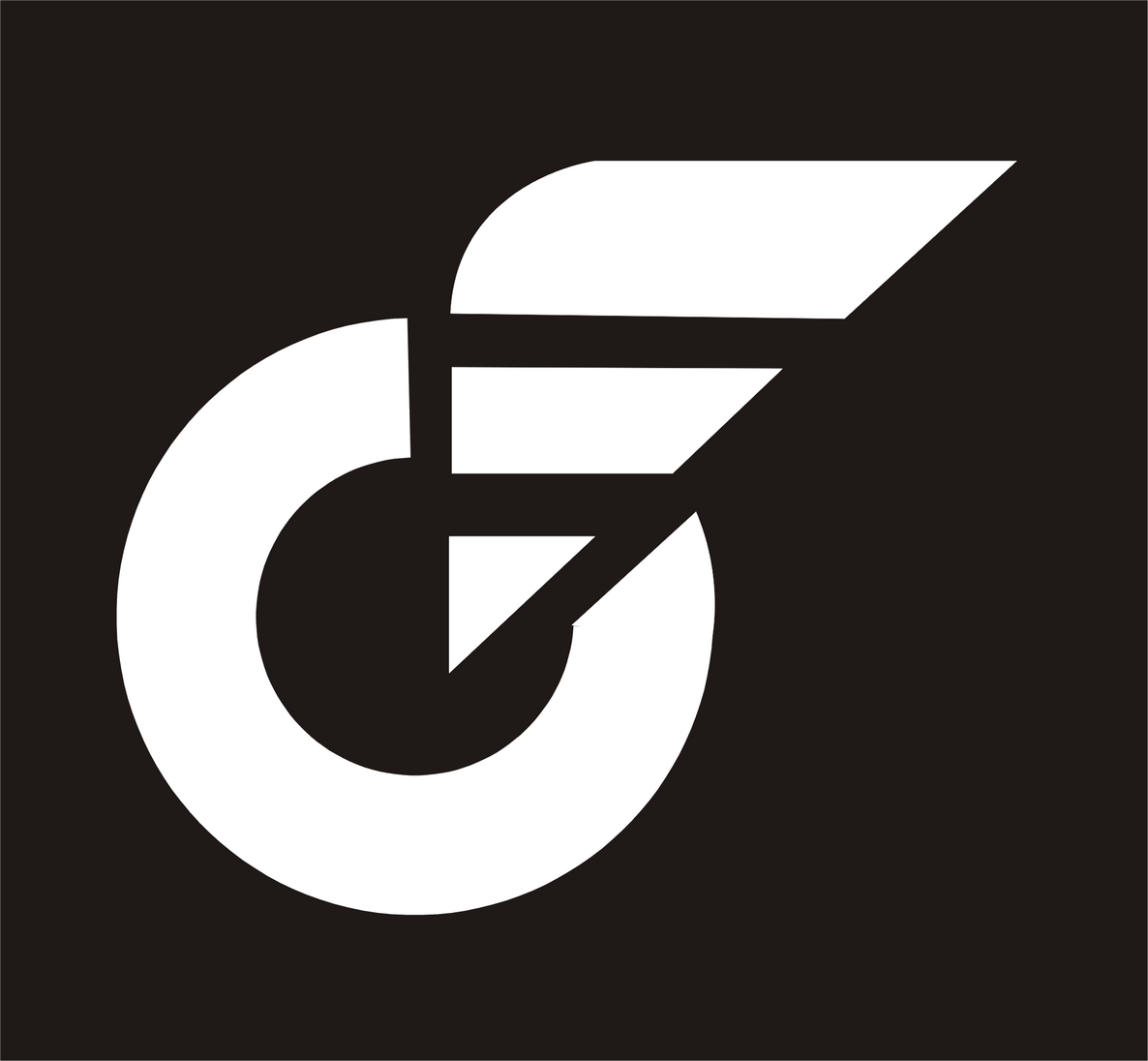
Tablica rozpoznawcza pojazdów WP

5 maja zgrupowanie płk. dypl. Antoniego Grudzińskiego zastępcy dowódcy 10 BKPanc. w składzie 2 pułku pancernego i 8 batalionu strzelców wkroczyło do Wilhelmshaven, gdzie przebywało do 20 maja. Zadaniem jego było oczyszczanie terenu z niedobitków, rozbrajanie osób i terenu z broni i amunicji, wyłapywanie przebranych żołnierzy i funkcjonariuszy hitlerowskich, egzekwowanie zarządzeń i warunków kapitulacji w tym ustalonej godziny policyjnej. Po czym stacjonował na okupacji we wsiach w rejonie Herzlake, od 20 sierpnia 1945 r. w miejscowości Holte. Pułk przebywał na okupacji północnych Niemiec do czerwca 1947 roku, przewieziony został do Tilshead Camp w Wielkiej Brytanii, gdzie 9 czerwca 1947 roku został rozformowany, a pozostali jeszcze żołnierze wcieleni zostali do PKPR. W czasie walki pułk poniósł następujące straty: poległych 9 oficerów i 50 szeregowych, rannych: 51 oficerów i 202 szeregowych, zaginionych: 6 szeregowych. Straty w sprzęcie: 68 czołgów, 15 innych pojazdów. Wzięto do niewoli 1567 jeńców. Otrzymano odznaczenia polskie: 34 Krzyży VM Vkl, 263 KW, 68 KZ z M, zagraniczne: 1 DSO, 1 MC, 2 MM, 4 Croix de Guerre i inne.

## Żołnierze pułku
Dowódcy pułku, a także batalionu z Francji i Szkocji
- mjr Zygmunt Chabowski (29.01.1940 – 20.07.1942)
- ppłk dypl. Stanisław Koszutski (28.09.1942 – 29.04.1945)
- mjr Michał Gutowski (29.04.1945 – 10.06.1947)

Zastępca dowódcy pułku
- mjr dypl. Bohdan Mincer (do 19 IX 1944)
- kpt./mjr Edward Uściński

Dowódcy pododdziałów
szwadronu dowodzenia
- kpt. Oskar Jazdowski

1 szwadron
- kpt. Edward Uściński
- kpt. Wacław Kownas (20 IX – +1 X 1944)

2 szwadron
- por. Zygfryd Zawalski (do + 8 VIII 1944[17])
- por./kpt. Tadeusz Wielogórski

3 szwadron
- por. Władysław Jakubiec

Kawalerowie Virtuti Militari
Żołnierze pułku odznaczeni Krzyżem Srebrnym Orderu Virtuti Militari za kampanię 1944–1945
- ppłk. dypl. Koszutski Stanisław
- ppłk. dypl. Mincer Bohdan
- mjr Gutowski Michał
- mjr Uściński Edward
- kpt. Wartak Stanisław
- kpt. Wielogorski Tadeusz
- por. Grzesiowski Franciszek
- por. Nowakowski Marian
- por. Wiatrowski Tadeusz
- por. Wasilewski Roman
- por. Wojciechowski Olgierd
- por. Zagorski Jacek
- por. Zatorski Ryszard Jan
- ppor. Mizerka Henryk
- ppor. Niewinowski Jerzy
- ppor. Oses Jan
- ppor. Purzycki Stanisław
- ppor. Rydygier Ryszard
- plut. Blicharski Antoni
- plut. Cichocki Władysław
- plut. Gozdziewicz Marian
- plut. Grzywa Jan
- plut. Skibiński Piotr
- kpr. Lancberg Jan
- kpr. Oleksy Józef
- kpr. Orwat Franciszek

Pośmiertnie:
- kpt. Kownas Wacław
- kpt. Sikora Roman
- por. Kuczowicz Wilhelm
- por. Przyborowski Zygmunt
- ppor. Komosinski Zbigniew
- ppor. Szperber Adam Wacław
- plut. Grzegorzewski Mieczysław
- strz. Sumiński Kazimierz

## Skład organizacyjny w 1944

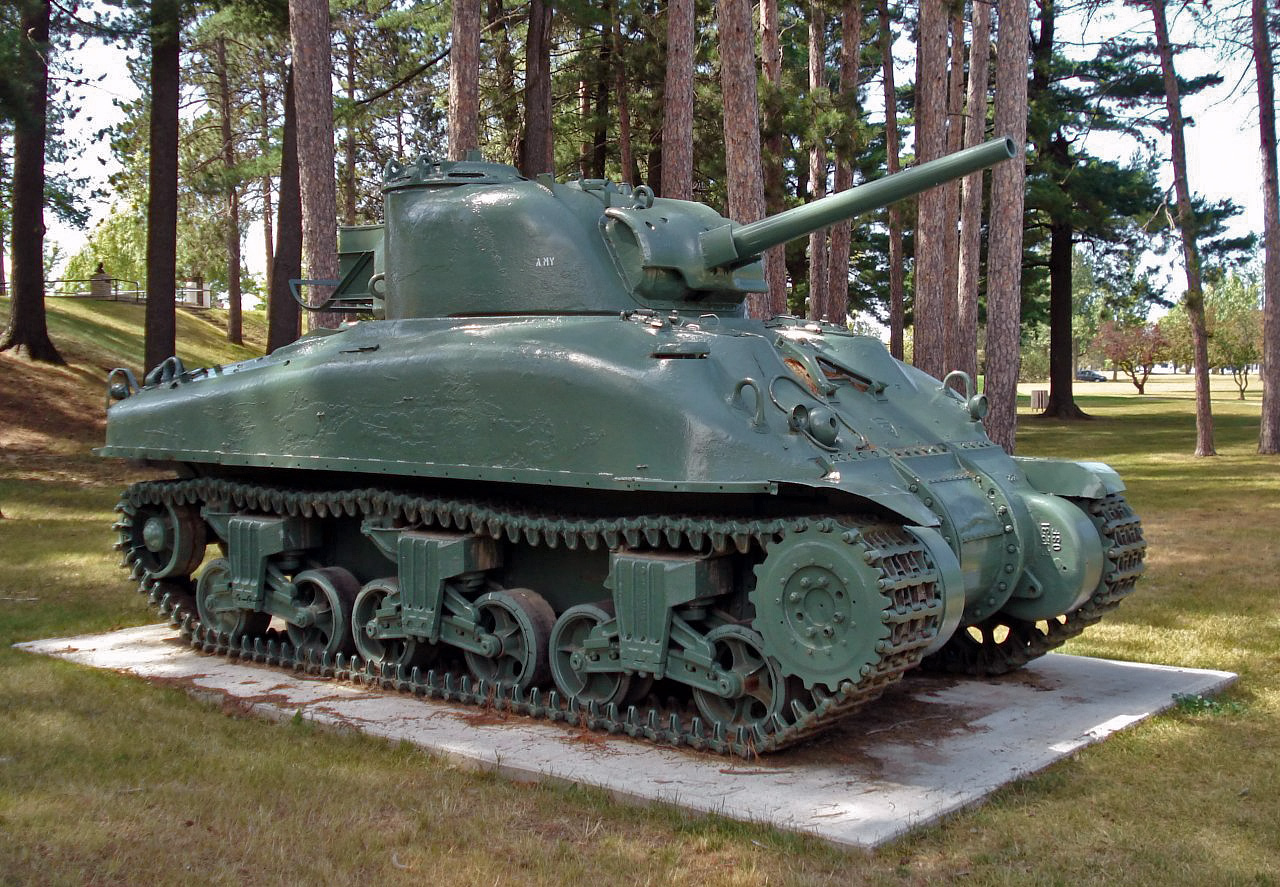
Podstawowy czołg pułku – Sherman M4

Dowództwo
- pluton rozpoznawczy
- trzy szwadrony liniowe[b]
  - pięć plutonów czołgów

Pułk posiadał:
- oficerów – 34
- szeregowych – 596

Sprzęt:
- czołgi średnie – 52
- czołgi lekkie – 11

## Symbole pułku

### Sztandar pułku
Sztandar ufundowany został przez społeczeństwo belgijskiego miasta Beveren i wręczony 2 marca 1946. Wykonano go w Belgii według projektu kpr. Tadeusza Głębockiego. 17 września 1967 sztandar udekorowany został orderem Virtuti Militari V klasy.
Na lewej stronie płatu sztandaru:
- w prawym górnym rogu na tarczy – herb miasta Beveren
- w lewym górnym rogu – tarcza bez emblematu
- w prawym dolnym rogu – wizerunek Matki Boskiej
- w lewym dolnym rogu – odznaka pamiątkowa na tle barw pułku
- na górnym ramieniu krzyża kawalerskiego napis: „Francja 1940, Francja 1944, Belgia 1944”
- na lewym ramieniu napis: „Niemcy 1945”
- na prawym ramieniu napis: „Holandia 1944–1945”.

Strony prawe wszystkich sztandarów oddziałów 1 Dywizji Pancernej były jednakowe, według wzoru obowiązującego w PSZ. W czterech rogach na tarczach umieszczona jest cyfra 2.
Widnieje ona również na przedniej ścianie podstawy orła.
5 września 1965 naszyto na lewym górnym rogu płatu wizerunek Matki Boskiej Kodeńskiej pochodzący ze sztandaru 2 batalionu pancernego z Żurawicy.
Obecnie sztandar eksponowany jest w Instytucie Polskim i Muzeum im. gen. Sikorskiego w Londynie.

### Odznaki i proporczyk
Odznaka pamiątkowa
Zatwierdzona Dz. Rozk. NW i MSWojsk. nr 4, poz.  42 z 10 października 1943.

Dwuczęściowa odznaka o wymiarach 39x39 mm w kształcie krzyża kawalerskiego, na który nałożona jest pięść pancerna połączona w górnej części ze szkockim kwiatem ostu. Pięść pancerną oplata wieniec z liści ostu. Wykonana z białego metalu, nakładka w srebrze, oksydowana. Projekt –W. Press i Stanisław Bahrynowski.
Odznaka honorowa
Na lewym ramieniu pleciony sznur pomarańczowy, okrągły, błyszczący.
Odznaka specjalna

Herb miasta Beveren
Proporczyk

Proporczyk kroju kawaleryjskiego czarno-pomarańczowe z białym paskiem przez środek.
Oznakowanie czołgów
W 2 ppanc 1 DPanc., z lewej i prawej strony wieży, malowano żółte figury geometryczne:
- szwadron dowodzenia – romb;
- 1 szwadron – trójkąt;
- 2 szwadron – kwadrat;
- 3 szwadron – koło/okrąg.